# SkyTerra
SkyTerra (SKYT), anteriormente Mobile Satellite Ventures (MSV ou MSVLP), é uma empresa com sede em Reston, Virginia, que desenvolve sistemas de telecomunicações que integram transmissões via satélite e terrestre de rádio tecnologias de comunicação em um único sistema. Em março de 2010, a empresa foi adquirida pela Harbinger Capital Partners e sob a liderança do CEO Sanjiv Ahuja tornou-se parte de uma nova empresa chamada LightSquared A empresa colocou o seu primeiro satélite, o Skyterra 1, em órbita em 14 de novembro de 2010.

## Satélites
| Satélite   | Fabricante | Data do lançamento     | Veiculo de lançamento | Estado | Nota                                                       |
| ---------- | ---------- | ---------------------- | --------------------- | ------ | ---------------------------------------------------------- |
| Skyterra 1 | Boeing     | 14 de novembro de 2010 | Proton-M/Briz-M       | Ativo  | Ex-MSV 1                                                   |
| Skyterra 2 | Boeing     | Cancelado              | Proton-M/Briz-M       |        | Ex-MSV 2. Planejado para ser lançado em 2015 como Mexsat 2 |